# Kochanovce (Humenné)
Kochanovce (ungarisch Felsőkohány – bis 1907 Kohanóc) ist eine Gemeinde im Osten der Slowakei mit 735 Einwohnern (Stand: 31. Dezember 2024), die zum Okres Humenné, einem Kreis des Prešovský kraj, gehört. Sie ist Teil der traditionellen Landschaft Zemplín.

## Geographie
Die Gemeinde befindet sich am Südrand der Niederen Beskiden im südöstlichen Ausläufer des Berglands Ondavská vrchovina, im Tal des Laborec an dessen rechtem Ufer. Das Ortszentrum liegt auf einer Höhe von 160 m n.m. und ist vier Kilometer von Humenné entfernt.
Nachbargemeinden sind Udavské im Norden und Nordosten, Kamenica nad Cirochou im Osten, Lackovce im Südosten und Süden und Humenné im Südwesten, Westen und Nordwesten.

## Geschichte

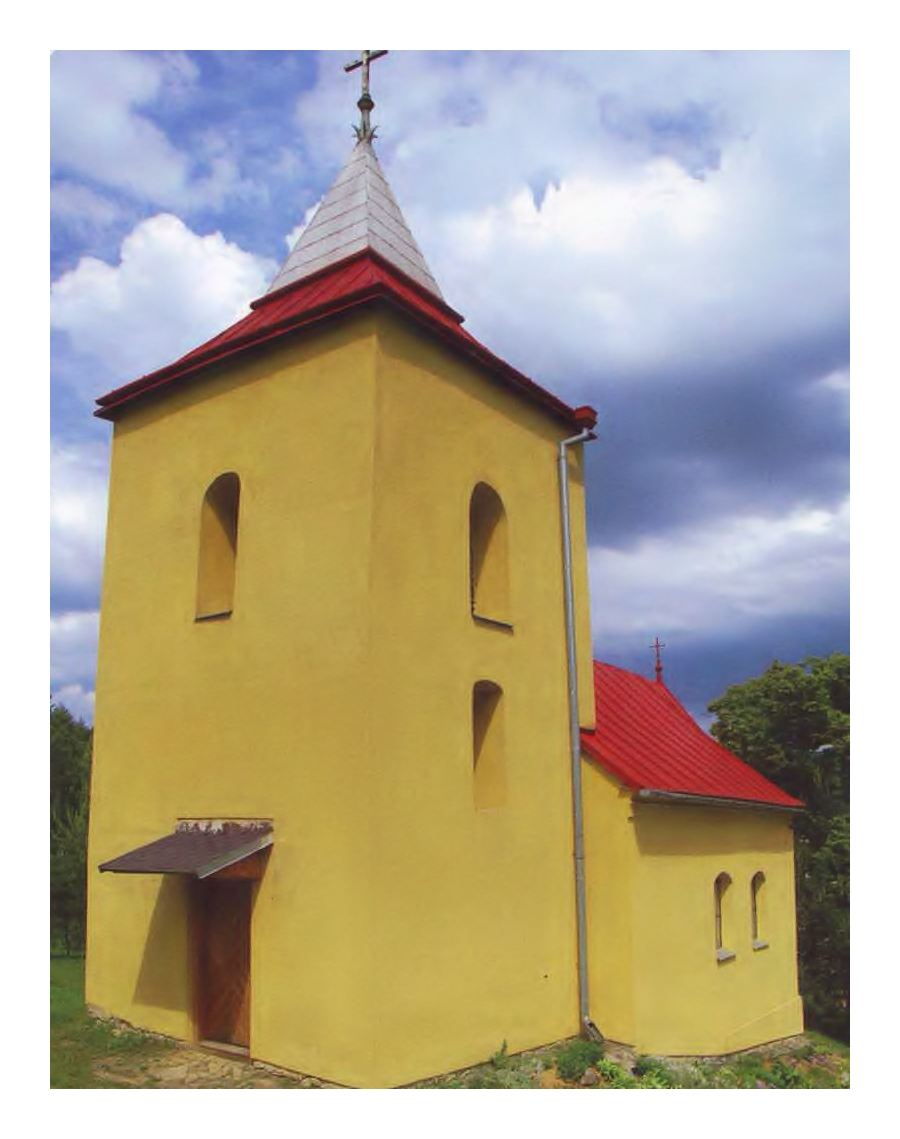
Alte Kirche in Kochanovce

Kochanovce wurde zum ersten Mal 1543 als Kohan, Kohanoc schriftlich erwähnt. Das Dorf war Teil des Drugeth'schen Herrschaftsgebiets von Humenné, im 18. Jahrhundert war es Besitz der Familie Csáky, gefolgt von der Familie Szirmay im 19. Jahrhundert. 1715 gab es zwei verlassene und neun bewohnte Haushalte. 1787 hatte die Ortschaft 47 Häuser und 373 Einwohner, 1828 zählte man 43 Häuser und 325 Einwohner, die als Landwirte tätig waren.
Bis 1918 gehörte der im Komitat Semplin liegende Ort zum Königreich Ungarn und kam danach zur Tschechoslowakei beziehungsweise heute Slowakei. In der Zeit der ersten tschechoslowakischen Republik waren die Einwohner weiterhin als Landwirte beschäftigt. Nach dem Zweiten Weltkrieg wurde 1957 die örtliche Einheitliche landwirtschaftliche Genossenschaft (Abk. JRD) gegründet, ein Teil der Einwohner pendelte zur Arbeit nach Humenné. 

## Bevölkerung
| Jahr                | 1994 | 2004     | 2014    | 2024    |
| ------------------- | ---- | -------- | ------- | ------- |
| Anzahl der Personen | 651  | 745      | 792     | 735     |
| Unterschied         |      | +14,43 % | +6,30 % | −7,19 % |

| Jahr                | 2023 | 2024    |
| ------------------- | ---- | ------- |
| Anzahl der Personen | 731  | 735     |
| Unterschied         |      | +0,54 % |

Nach der Volkszählung 2011 wohnten in Kochanovce 753 Einwohner, davon 698 Slowaken, 12 Russinen, fünf Ukrainer, zwei Tschechen sowie jeweils ein Mährer und Russe. Ein Einwohner gab eine andere Ethnie an und 13 Einwohner machten keine Angabe zur Ethnie.
615 Einwohner bekannten sich zur römisch-katholischen Kirche, 66 Einwohner zur griechisch-katholischen Kirche, 14 Einwohner zur orthodoxen Kirche und drei Einwohner zur apostolischen Kirche. 19 Einwohner waren konfessionslos und bei 36 Einwohnern wurde die Konfession nicht ermittelt.

## Bauwerke und Denkmäler
- römisch-katholische Kirche zur Geburt Johannes des Täufers aus dem Jahr 1741
- moderne römisch-katholische Kirche aus dem Jahr 1976

## Verkehr
Durch Kochanovce führt die Cesta II. triedy 559 („Straße 2. Ordnung“) von Humenné heraus und weiter nach Medzilaborce und Čertižné. Der Ort hat eine Haltestelle an der Bahnstrecke Michaľany–Łupków.